# إرفين شفاب
إرفين شفاب (بالألمانية: Erwin Schwab)‏ هو عالم فلك وفيزيائي ألماني، ولد في 16 سبتمبر 1964 في هيبنهايم في ألمانيا.